# Міжнародний день інтелектуальної власності
Міжнаро́дний день інтелектуа́льної вла́сності встановлено у вересні 2000 на засіданні Генеральної асамблеї Всесвітньої організації інтелектуальної власності (ВОІВ).
Відзначається щороку 26 квітня в день народження ВОІВ — організації, що сприяє охороні та розвиткові інтелектуальної власності у всьому світі.
Міжнародний день інтелектуальної власності надає можливість підкреслити значення інновацій у повсякденному житті людини та у вдосконаленні суспільства. Патенти, товарні знаки, авторське право та суміжні права як результати творчості та знань є потужними інструментами сприяння економічному та культурному розвитку.

## Теми Міжнародного дня інтелектуальної власності
Щороку встановлюється тема (чи гасло) Міжнародного дня інтелектуальної власності:
- 2001 — Creating the Future Today (Творімо майбутнє сьогодні)
- 2002 — Encouraging Creativity (Підтримуймо творчість)
- 2003 — Make Intellectual Property Your Business (Зробімо інтелектуальну власність своїм ділом)
- 2004 — Encouraging Creativity (Підтримуймо творчість)
- 2005 — Think, Imagine, Create (Думаймо, уявляймо, творімо)
- 2006 — It Starts With An Idea (Почнімо з ідеї)
- 2007 — Encouraging Creativity (Підтримуймо творчість)
- 2008 — Celebrating innovation and promoting respect for intellectual property (Прославляючи інновації та заохочуючи повагу до інтелектуальної власності)